# Архангелск
Архангелск (на руски: Арха̀нгельск) е град в Русия, административен център на Архангелска област. Лежи на двата бряга на река Северна Двина, близо до вливането ѝ в Бяло море в далечния север на Европейска Русия. Градската община се простира на около 40 km по бреговете на реката и множество острови в делтата ѝ. Архангелск е главно морско пристанище на средновековна Русия. Обслужва се от летище „Талаги“ и по-малкото летище „Васково“. Градът е в края на железопътна линия дълга 1133 km, свързваща го с Москва през Вологда и Ярославъл. Според преброяването от 2002 г. Архангелск има 356 051 жители, което показва намаление спрямо 1989 година, когато е имал 415 921 жители.

## История

### Ранна история
Районът, в който е разположен Архангелск, е известен на викингите като Бярмаланд. Отар от Хялогаланд разказва, че по време на пътуването си около 800 г. заварва много сгради по бреговете на река в района на Бяло море. Това вероятно е мястото познато по-късно като Архангелск.
През 1989 година е открито необикновено богато сребърно съкровище в устието на река Двина, непосредствено до очертанията на града. Съкровището е вероятно от началото на 12 век и съдържа предмети, които могат да са от преди 200 години по-рано. Голяма част от намереното тежи общо 1,6 kg – сребро, главно монети. Украшенията и парчетата от украшения произхождат от Русия или съседни райони. Голяма част от монетите са германски, но има и малък брой куфаски, английски, бохемски, унгарски, датски, шведски и норвежки монети.
Трудно е да се датира исторически откритието до завършването на второ проучване. Има поне две възможни интерпретации:
- Може съкровището да е принадлежало на общество, описано от норвежките източници. Главно такива открити в Скандинавия, балтийския район или Русия, които са тясно свързани с добре установените земеделски общества със значителна търговска активност.
- Или в другия случай, подобно на руските учени, публикували откритието през 1992, намереното може да се смята за доказателство за по-голямата сила на руската колонизация.

### Пристигането на руснаци от Новгород
През 12 век руснаци от град Новгород създават манастира „Архангел Михаил“ в естуара на р. Северна Двина.
Главният търговски център на района в това време е Холмогори, разположен малко по-нагоре по течението, където се срещат реките Двина и Пинега. Писмени извори свидетелстват, че Холмогори съществува в ранния 12 век, но няма археологически данни осветляващи ранната история на града. Не се знае дали селището е първоначално руско или е от предруския период. В централната част на малкия град, т.нар. городок може да бъде намерена голяма селищна могила с останки от постройки и речен пясък, които обаче не могат да бъдат археологически проучени.

### Норвежко-руски конфликт
Архангелск придобива важност по време съперничеството между норвежките и руските интереси в северните земи. От Новгород полето на руските интереси се разширява далеч на север до полуостров Кола в 12 век. Тук Норвегия налага свои данъци и притежава правото на търговия с кожи. Въведеното компромисно споразумение през 1251 година скоро е прекратено.
През 1411 година Яков Степанович от Новгород нахлува в Северна Норвегия. Това е началото на поредица от сблъсъци и през 1419 година норвежки кораби с около 500 войници нахлуват в Бяло море. Мурманерите, както са наричани норвежците, плячкосват много руски селища по брега, сред тях и манастира „Архангел Михаил“.
Новгород успява да прогони норвежците, но през 1478 районът е превзет от Иван III и минава под контрола на Великото московско княжество.

### Търговия с Англия, Шотландия и Нидерландия
През 1555 година Иван IV Грозни дава търговски привилегии на английските търговци, които основават Московската компания и започват да изпращат ежегодно кораби в естуара на Северна Двина.
Срещата между Иван Грозни и англичаните става съвсем случайно, след като през 1553 година един от трите английски кораба, търсейки път към Китай на североизток, достигат до Бяло море. Другите два кораба изчезват. Холандски търговци също започват да пристигат с корабите си в Бяло море от 60-те години на 16 век. Шотландските и английски търговци доминират през 16 в., но от 17 век корабите, плаващи до Бяло море, са главно холандски.

### Основаване и развитие
През 1584 Иван Грозни нарежда да се основе Ново Холмогори (който по-късно е преименуван на близко разположения манастир „Архангел Михаил“).
В това време достъпът до Балтийско море е контролиран все още от Швеция, и докато Архангелск е скован от ледове, през зимата това остава единствена морска връзка на Москва. Жителите на района около Архангелск, наричани помори, са първите, проучили търговските връзки до Северен Сибир чак до отвъд уралския град Мангазея и по-далече.
През 1693 година Петър I нарежда създаването на държавна корабостроителница в Архангелск. Година по-късно корабите Святойе пророчество (Свето пророчество), Апостол Павел и яхтата Святой Пьотр (Свети Петър) плават в Бяло море. Все пак царят съзнава, че възможностите на Архангелск като пристанище са ограничени, заради петте месеца ледена покривка, а след успешната кампания срещу шведските войски в Балтика, той основава Санкт Петербург през 1704 година.
Архангелск запада през 18 век, когато търговията в Балтика става по-важна. Икономическо възраждане настъпва в края на 19 век, когато е завършена железопътната линия до Москва и дървеният материал става основна експортна стока. Градът оказва съпротива на болшевишката власт от 1918 до 1920 и е твърдина на антиболшевишката Бяла гвардия, подкрепена от военната намеса на Антантата заедно с канадски и американски войски, известна като експедиция „Полярна мечка“.
През двете световни войни Архангелск е главно пристанище за получаваната съюзническа помощ. През Втората световна война градът става известен на Запад като дестинация на Арктическите конвои, правещи доставки в помощ на руснаците.
Днес Архангелск е главно пристанище, отворено целогодишно заради подобренията в ледоразбиването. Градът е основен риболовен център и център за експорт на дървен материал. На 16 март 2004 58 души загиват при взрив в жилищен апартамент.

## Архитектура и паметници
Михаил Ломоносов произхожда от поморско село близо до Холмогори. Негов монумент, дело на Иван Мартос, е издигнат през 1829 година. Паметникът на Петър I е дело на Марко Антоколски от 1872, ано е поставен през 1914.
Градът разполага с морско училище, технически университет и регионален музей. По време на Сталиновия режим историческите църкви са разрушени, сред оцелелите забележителности са: търговските части Архив на оригинала от 2005-03-01 в Wayback Machine. (1668 – 84) и Новодвинската крепост Архив на оригинала от 2006-03-04 в Wayback Machine. (1701 – 05). Църквата „Успение Богородично“ на брега на р. Двина (1742 – 44) е възобновена през 2004.

## Побратимени градове
- Вадьо, Норвегия
- Емден, Германия
- Кируна, Швеция
- Мюлуз, Франция
- Нарян Мар, Русия
- Оулу, Финландия от 1993 г.
- Пирея, Гърция
- Портланд (Мейн) САЩ
- Слупск, Полша
- Юсдал, Швеция

## Личности
Родени в Архангелск
- Надежда Косинцева – руска шахматистка
- Татяна Косинцева – руска шахматистка

## Други
Историята във филма с Джеймс Бонд Златното око започва в язовир на химически завод близо до Архангелск, въпреки че сцените всъщност са снимани в язовира Верзаска в Швейцария. Високите планини виждащи се на заден план не могат да бъдат намерени никъде близо до Архангелск.

- Снимки от Архангелск
- Църквата „Успение Богородично“ (1742 – 44)
- Военноморската съборна църква (1760 – 76)
- Манастирът „Архангел Михаил“ (1685 – 99)
- Съборен храм „Света Троица“ (1709 – 65)